# Huang Chung-hsin
Huang Chung-hsin est un acteur de théâtre et de cinéma taïwanais ayant aussi fait carrière dans l'Empire britannique.

## Biographie
Natif du Hubei, il se réfugie à Taïwan où il entame une carrière au théâtre puis au cinéma. En 1963 il entre aux studios Shaw Brothers de Hong Kong et épouse l'actrice Chiao Chiao. Après son départ de la Shaw en 1972 il tourne encore dans quelques productions hongkongaises de karaté dont La Fureur de vaincre, La Fureur du dragon et Inspecteur Karaté.
Il meurt en 1976.

## Filmographie partielle
Il a joué dans près de septante films, dont :
- 1964 : Lovers' Rock, avec Cheng Pei-pei
- 1967 : Un seul bras les tua tous, avec Chiao Chiao
- 1967 : Operation Lipstick, avec Cheng Pei-pei
- 1968 : The Silver Fox, avec Lily Ho
- 1969 : The Swordmates, avec Chin Ping
- 1970 : The Iron Buddha :  Xiao Tian-zun
- 1971 : Vengeance of a Snow Girl, avec Li Ching
- 1971 : The Lady Professional, avec Lily Ho
- 1972 : Les 14 Amazones, avec Lisa Lu
- 1972 : La Fureur de vaincre, avec Nora Miao
- 1972 : La Fureur du dragon, avec Nora Miao
- 1973 : Acrobatique Kung fu contre gang noir, avec Angela Mao
- 1973 : Inspecteur Karaté, avec Chiao Chiao
- 1973 : Yang Sze la terreur de Bruce Lee, sans Bruce Lee
- 1973 : Le Kamikaze du karaté, avec Jackie Chan
- 1973 : La Filleule du dragon noir, avec Chiao Chiao
- 1974 : Le Ring sanglant, avec Helen Ma